# Jennifer Beattie
Jennifer Beattie (Glasgow, 1991. május 13. –) skót női válogatott labdarúgó. Az angol Arsenal védője.

## Pályafutása

### A válogatottban
A válogatott színeiben pályára lépett a 2019-es világbajnokságon.

## Sikerei

### Klubcsapatokban
Angol bajnok (5):
- Premier League bajnok (1):
  - Arsenal (2): 2009–10
- WSL bajnok (4):
- Arsenal (3): 2010–11, 2011–12, 2018–19
- Manchester City (1): 2015–16

 Angol kupagyőztes (4):
- Arsenal (3): 2010–11, 2012–13, 2018–19
- Manchester City (1): 2016–17

 Angol ligakupa győztes (3):
- Arsenal (2): 2012, 2018–19
- Manchester City (1): 2016

 Ausztrál bajnok (1):
- W-League bajnok (Grand Final) (1):
  - Melbourne City (1): 2015–16
- Ausztrál alapszakasz (W-League Premier) győztes (1):
  - Melbourne City (1): 2015–16